# Christophe Sagna
Pour les articles homonymes, voir Sagna.
Christophe Sagna, de son nom complet Jean-Christophe Sagna, né le 5 mai 1954 à Dakar et mort le 16 octobre 2016 à Rennes,, est un footballeur international sénégalais, qui possède également la nationalité française. Il joue au poste de meneur de jeu dans les années 1970 et 1980.

## Biographie

### Carrière en club
Joueur phare de la Jeanne d’Arc de Dakar, Christophe Sagna atteint la demi-finale de la Coupe d’Afrique des clubs champions en 1974 puis le dernier carré de la Coupe d’Afrique des vainqueurs de coupes en 1975.
En août 1976 il quitte son pays natal pour rejoindre Troyes mais les pourparlers avec les dirigeants échouent. Il vient alors habiter à Laval chez son ami Souleymane Camara. Il offre ses services au Stade rennais et à d'autres clubs pros mais les tractations n'aboutissent pas. Son adhésion au Stade lavallois ne peut non plus se faire car l'équipe possède déjà trois étrangers :  Prieto, Camara et Kostić.

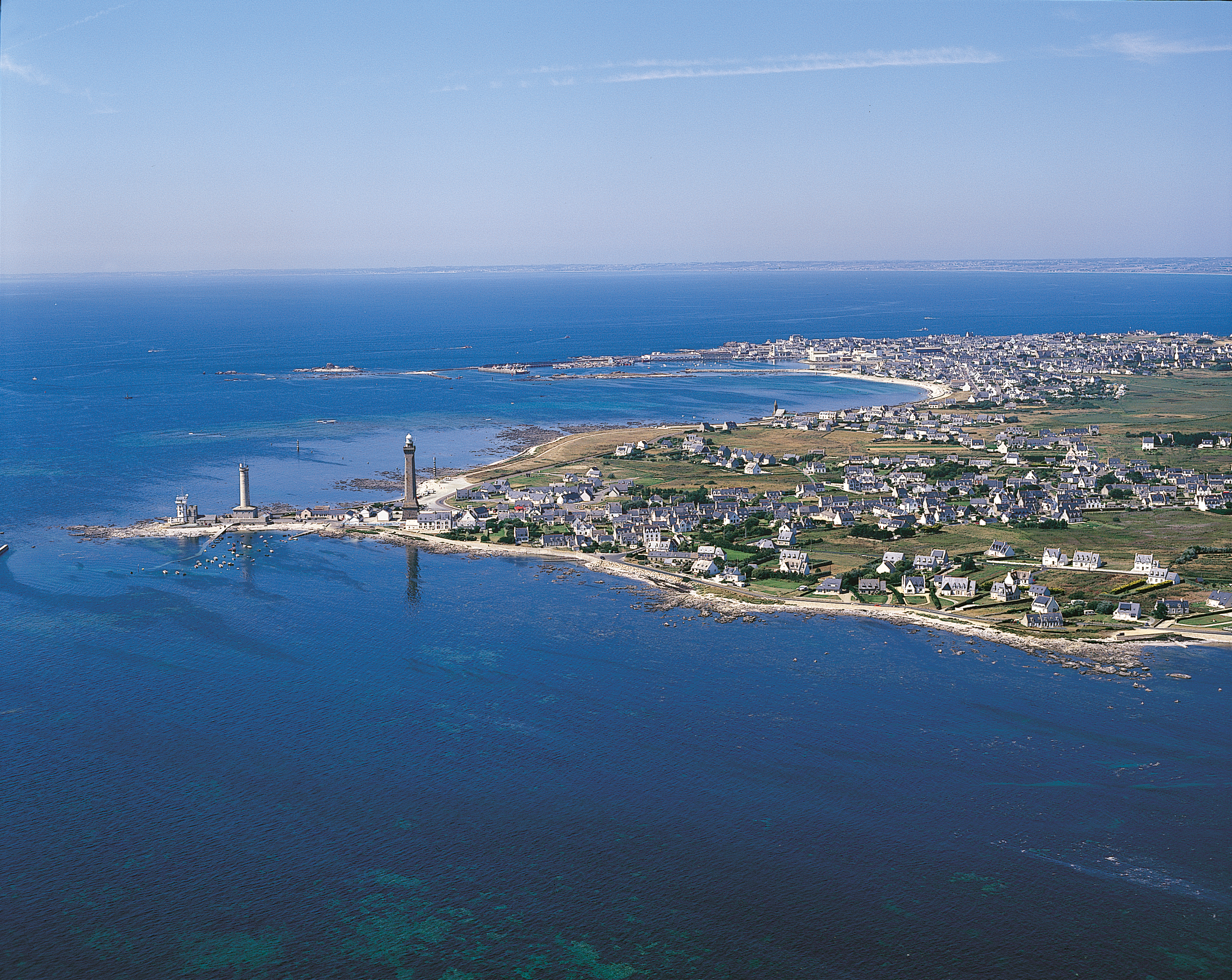
Christophe Sagna joue une demi-saison à Penmarc'h.

Il joue alors pour les Cormorans de Penmarc'h, club de D3 entraîné par Loïc Kerbiriou. À Penmarc'h, le numéro 10 et s'impose immédiatement comme maître de l'entrejeu, récupérant un nombre impressionnant de ballons qu'il distribue remarquablement. Seul joueur à surnager dans une équipe en difficulté, il est déjà remarqué par la presse locale, qui voit en lui un « joueur de talent qui mériterait qu'un club professionnel lui donne sa chance ».
Après avoir contribué au maintien in extremis de son club en D3, il est de retour au Stade lavallois à l'été 1977.
Petit milieu de terrain gaucher, il dispute 106 matchs en Division 1 avec le Stade lavallois de Michel Le Milinaire, inscrit douze buts, et est désigné meilleur numéro 10 du championnat en 1981. Il est quart de finaliste de la Coupe de France en 1982 avec les Tango.
En 1982 il est courtisé par le RC Strasbourg mais choisit de rejoindre l'En Avant de Guingamp pour deux ans. Il retrouve Raymond Keruzoré, devenu entraîneur-joueur, qui fut son coéquipier à Laval pendant deux saisons.
Il est à nouveau quart de finaliste de la Coupe de France en 1983 avec Guingamp.
Après la fin de sa carrière, il tient un restaurant à Quimper, Le Teranga.
Il meurt le 16 octobre 2016 à Rennes à l'âge de 62 ans, des suites d'une maladie. Il est inhumé à Dakar.

### Parcours en sélection nationale
En 1975, Christophe Sagna dispute le tournoi africain de qualifications pour les Jeux Olympiques de 1976.
En 1986, il dispute la Coupe d'Afrique des nations avec le Sénégal. Durant sa carrière, il compte une trentaine de sélections en équipe nationale.
Il obtient la nationalité française en 1981, ce qui libéra une place d'étranger au Stade lavallois.